# شمس البارودي
شمس الملوك جميل عزت البارودي (4 أكتوبر 1945 -) المعروفة بالاسم الفني شمس البارودي، ممثلة مصرية معتزلة ، ولدت في الوراق بالقاهرة.

## حياتها
درست في معهد الفنون المسرحية لمدة عامين ونصف وكان أول أدوارها في مسلسل تليفزيوني بعنوان العسل المر. بدأت حياتها الفنية في مطلع الستينيات، وكانت آنذاك تستخدم اسم الشهرة (شمس الملوك)، لكنها سرعان ما غيرت اسم شهرتها ليكون (شمس البارودي) على اسم عائلتها. تعددت أدوارها في السينما والتي جعلت منها أيقونة من أيقونات الإغراء في تاريخ السينما المصرية، ومن الأفلام التي شاركت فيها: (حمام الملاطيلي، الرجل الآخر، المتعة والعذاب، شارع الملاهي). كانت شمس البارودي ركنًا رئيسيًا كذلك في الأفلام التي أخرجها زوجها الممثل حسن يوسف، ومن بينها (الجبان والحب، القطط السمان، اثنين على الطريق).
في بداية عملها كان يتم ترشيحها لمشاهد الإغراء، وفي عام 1984 صنعت شهرة جبارة وعالية بسبب أدوارها الرائعة وقدرتها على أداء تلك الأدوار بشكل متقن، وكانت قد رشحت في ذلك العام لتمثيل دور في فيلم سينمائي وسافرت بالفعل إلى فرنسا لكي تقوم بإحضار الملابس الخاصة بأداء ذلك الدور، وبعد شرائِها للملابس توجهت لأداء العمرة ولكنها لم ترجع من تلك العمرة مثلما كانت.

## حياتها الخاصة

### زواجها
تزوجت من الأمير خالد بن سعود عام 1969م وانفصلا بعد 3 أشهر فقط. وبعد ثلاث سنوات من انفصالها عن زوجها السابق قابلت الفنان حسن يوسف زوجها الحالي وتزوجا عام 1972م، أنجبت أبناءَها الأربعة: ناريمان ومحمود وعمر وعبد الله، مثلت مع زوجها عدة أفلام منها فيلم الجبان والحب عام 1975.

### الاعتزال
قررت شمس البارودي في منتصف الثمانينات اعتزال التمثيل وارتداء الحجاب بعد الرحلة التي قامت بها مع والدها لأداء مناسك العمرة، كما تبرأت من جميع الأعمال التي شاركت فيها، ثم ارتدت بعد عدة سنوات النقاب. ثم عادت لارتداء الحجاب. لم تقم شمس البارودي بنشر سيرتها الذاتية كما زُعم وإنما نُسب إليها كتاب بعنوان رحلتي من الظلمات إلى النور يحتوي على مقتطفات من بعض أحاديث صحفية.

## أعمالها

### الأفلام
- 1961: زوج بالإيجار
- 1962: دنيا البنات
- 1965: هي والرجال
- 1965: ليلة الزفاف
- 1965: الراهبة
- 1965: الجزاء
- 1966: فارس بن حمدان
- 1966: آخر العنقود
- 1968: حكاية 3 بنات
- 1968: المساجين الثلاثة
- 1969: هي والشياطين
- 1969: شارع الملاهي
- 1969: الشيطان
- 1969: الشجعان الثلاثة
- 1970: فرقة المرح
- 1970: الغشاش
- 1970: الساعات الرهيبة
- 1970: موسيقى وجاسوسية وحب
- 1971: عالم الشهرة
- 1971: امرأة لكل الرجال
- 1971: المتعة والعذاب
- 1972: فندق السعادة
- 1972: رحلة حب
- 1973: حمام الملاطيلي
- 1973: امرأة سيئة السمعة.
- 1973: المرأة التي غلبت الشيطان
- 1973: الشياطين والكورة
- 1973: الرجل الآخر
- 1974: وكان الحب
- 1974: رحلة العمر
- 1974: الزواج السعيد
- 1975: بابا آخر من يعلم
- 1975: المطلقات
- 1975: الجبان والحب
- 1976: مراهقة من الأرياف
- 1976: حب على شاطئ ميامي
- 1977: كفاني يا قلب
- 1977: شاطئ الحب
- 1977: ابنتي والذئب
- 1978: واحدة بعد واحدة ونص
- 1978: المجرم
- 1978: القطط السمان
- 1979: الطيور المهاجرة
- 1980: دموع بلا خطايا
- 1984: اثنين على الطريق

### المسلسلات
- 1966: العسل المر
- 1969: بعد العذاب

### المسلسلات الإذاعية
- 1980: عفوا ممنوع الانتقام

## وصلات خارجية
- شمس البارودي على موقع IMDb (الإنجليزية)
- شمس البارودي على موقع الدهليز
- شمس البارودي على موقع قاعدة بيانات الأفلام العربية
- شمس البارودي على موقع قاعدة بيانات الفيلم (الإنجليزية)